# Etlingera baramensis
Etlingera baramensis är en enhjärtbladig växtart som beskrevs av S.Sakai och Hidetoshi Nagamasu. Etlingera baramensis ingår i släktet Etlingera och familjen Zingiberaceae. Inga underarter finns listade i Catalogue of Life.